# Ayça Eren
Ayça Eren (* 2. August 1986 in Aydın) ist eine türkische Schauspielerin.

## Leben und Karriere
Eren wurde am 2. August 1986 in Aydın geboren. Sie studierte an der Çankaya-Universität. Ihr Debüt gab sie 2010 in der Fernsehserie Behzat Ç. Bir Ankara Polisiyesi. Anschließend bekam sie 2013 in dem Film Behzat Ç. Ankara Yanıyor die Hauptrolle. Danach war sie 2016 in der Serie 46 Yok Olan zu sehen. Im selben Jahr trat sie in dem Film Annemin Yarası auf. Seit 2022 spielt Eren in Çekiç ve Gül: Bir Behzat Ç. Hikayesi mit.

## Filmografie
Filme
- 2013: Behzat Ç. Ankara Yanıyor
- 2016: Annemin Yarası

Serien
- 2010–2013: Behzat Ç. Bir Ankara Polisiyesi
- 2010: Disko Kralı
- 2016: 46 Yok Olan
- 2019: Behzat Ç. Bir Ankara Polisiyesi
- seit 2022: Çekiç ve Gül: Bir Behzat Ç. Hikayes